# Chlamydia psittaci
Chlamydia psittaci (o Chlamydophila psittaci) es una especie de bacteria intracelular que causa la ornitosis, enfermedad aviar epidémica en mamíferos, y la psitacosis respiratoria en humanos (una forma de zoonosis).
Chlamydia psittaci se transmite, de aves a mamíferos, por inhalación, contacto o ingestión. La psitacosis en aves y en humanos frecuentemente comienza con síntomas semejantes a la gripe y pasa a neumonía. Muchas bacterias pueden permanecer aquietadas en aves hasta activarse bajo tensión. Las aves son excelentes reservorios, lo que facilita la infección clamidial, debido a que comen los detritos de animales infectados.
El tratamiento para la clamidia son los antibióticos, ya que Chlamydia psittaci es sensible a estos, los cuales le inhiben la síntesis proteica; algunos de los antibióticos son las tetraciclinas y los macrólidos.

## Ciclo de vida y métodos de infección
Chlamydia psittaci es una pequeña bacteria (0,5 micrómetros) que sufre diversas transformaciones durante su ciclo vital. Existe como un cuerpo elemental entre hospedantes. El cuerpo elemental no es biológicamente activo, pero es resistente a las tensiones ambientales y  puede sobrevivir fuera del hospedante.
El cuerpo elemental viaja desde un ave infectada hasta el pulmón de un ave o persona no infectada en pequeñas gotas. Ya en los pulmones, el cuerpo elemental es tomado por células dentro de una bolsa llamada endosoma, mediante el proceso de fagocitosis. Sin embargo, el cuerpo elemental no es destruido por fusión con lisosomas, como sucede típicamente con el material fagocitado. En vez de eso, se transforma en un cuerpo reticulado y comienza a multiplicarse dentro del endosoma. Los cuerpos reticulados deben usar algunas de las células circundantes del hospedante para completar su proceso de multiplicación. Luego, los cuerpos reticulados se convierten otra vez en cuerpos elementales y regresan al pulmón, frecuentemente después de causar la muerte de la célula hospedante. Los cuerpos elementales, a partir de ese momento, son capaces de infectar nuevas células, ya sea en el mismo organismo o en un nuevo hospedante. Así, el ciclo vital de Chlamydia psittaci se divide entre el cuerpo elemental, que tiene la capacidad de infectar a nuevos hospedantes, pero que no puede multiplicarse, y el cuerpo reticular, que se multiplica, pero que no puede causar nuevas infecciones.